# Coming from Reality
Coming from Reality – drugi studyjny album Rodrigueza. Nagrań dokonano w drugiej połowie 1970 roku w Landsdowne Studio w Londynie. Na rynku płyta ukazał się w listopadzie 1971 roku. Została wydana przez Sussex Records. Album został ponownie wydany w 2009 roku w formie płyty kompaktowej przez Light in the Attic Records. Wersja ta zawiera trzy dodatkowe piosenki pierwotnie wydane jedynie w Australii i które były nagrane wraz z Mikiem Theodore'em i Dennisem Coffeyem, którzy brali udział w tworzeniu poprzedniej płyty Rodrigueza pt. Cold Fact. Nagrania zostały zrealizowane w Detroit w 1972 roku i były ostatnimi, przy których razem pracowali.

## Lista utworów
| 1.  | "Climb Up on My Music"                                  | 4:54  |
|     |                                                         |       |
| 2.  | "A Most Disgusting Song"                                | 4:49  |
|     |                                                         |       |
| 3.  | "I Think of You"                                        | 3:25  |
|     |                                                         |       |
| 4.  | "Heikki's Suburbia Bus Tour"                            | 3:22  |
|     |                                                         |       |
| 5.  | "Silver Words?"                                         | 2:04  |
|     |                                                         |       |
| 6.  | "Sandrevan Lullaby – Lifestyles"                        | 6:37  |
|     |                                                         |       |
| 7.  | "To Whom It May Concern"                                | 3:21  |
|     |                                                         |       |
| 8.  | "It Started Out So Nice"                                | 4:01  |
|     |                                                         |       |
| 9.  | "Halfway Up the Stairs"                                 | 2:27  |
|     |                                                         |       |
| 10. | "Cause"                                                 | 5:30  |
|     |                                                         |       |
| 11. | "Can't Get Away" (bonusowy utwór na reedycji z 2009 r.) | 3:57  |
|     |                                                         |       |
| 12. | "Street Boy" (bonusowy utwór na reedycji z 2009 r.)     | 3:47  |
|     |                                                         |       |
| 13. | "I'll Slip Away" (bonusowy utwór na reedycji z 2009 r.) | 2:53  |
|     |                                                         |       |
|     |                                                         | 51:07 |
|     |                                                         |       |

## Skład
- Rodriguez – śpiew, gitara
- Chris Spedding – gitary
- Tony Carr – bonga
- Phil Dennys – keyboard
- Jimmy Horowitz – skrzypce w "Sandrevan Lullaby"
- Gary Taylor – gitara basowa
- Andrew Steele – perkusja

### Skład techniczny
- Steve Rowland – producent
- John Mackswith – inżynier
- Phil Dennys - aranżer (piosenki 3, 5, 7, 9)
- Jimmy Horowitz - aranżer (piosenki 6, 8, 10)

## Wydania
- Coming from Reality LP (Sussex, 1971)
- Coming from Reality CD (Light in the Attic Records, 2009)
- Coming from Reality LP z bonusowymi utworami (Light in the Attic Records, 2009)
- Coming from Reality LP z bonusowymi utworami (Light in the Attic Records, 2009)

## Listy sprzedaży
| Lista                               | Najwyższa pozycja |
| ----------------------------------- | ----------------- |
| Belgia (Ultratop Flandria)          | 13                |
| Dania (Hitlisten)                   | 12                |
| Finlandia (Suomen virallinen lista) | 29                |
| Francja SNEP                        | 135               |
| Hiszpania (PROMUSICAE])             | 63                |
| Holandia (MegaCharts)               | 91                |
| Szwecja (Sverigetopplistan)         | 16                |